# HD 147513 b
HD 147513 b – planeta pozasłoneczna o masie większej od masy Jowisza, gazowy olbrzym, który porusza się po bardzo ekscentrycznej orbicie wokół gwiazdy HD 147513. Jej średnia odległość od gwiazdy wynosi 1,32 odległości Ziemi od Słońca.